# Цейлонский голубь
Цейлонский голубь (лат. Columba torringtoniae) — вид птиц семейства голубиных, являющийся эндемиком Шри-Ланки.

## Описание
Цейлонский голубь имеет тело длиной 36 см. Верх тела и хвост тёмно-серые, а голова и низ тела лиловые, на брюхе окраска оперенья бледнее. На затылке чёрно-белый шахматный рисунок.

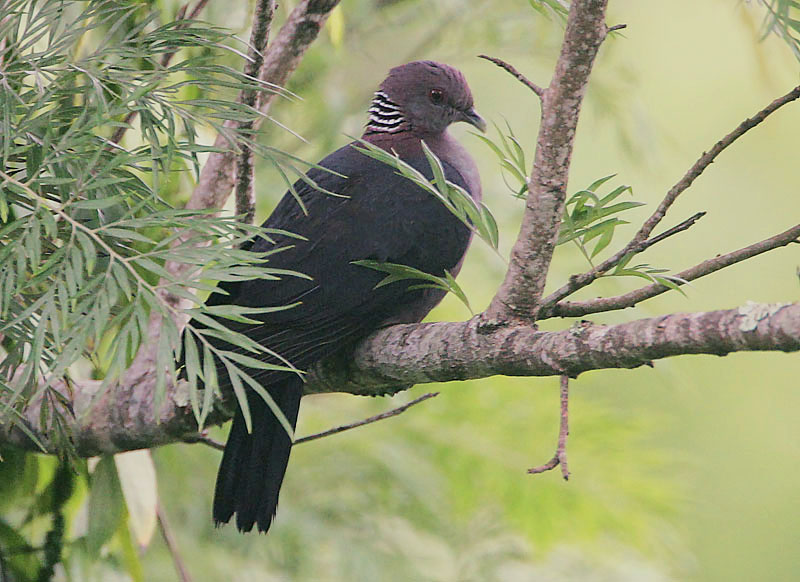
Columba torringtoniae

## Биология
Этот вид гнездится во влажных вечнозеленых лесах в центральном нагорье, он строит гнездо из палочек на дереве и откладывает одно белое яйцо. Полет быстрый, с размеренными взмахами крыльев и редкими резкими взмахами, которые в целом характерны для голубиных. Предпочитает пищу растительного происхождения. Обычно молчит, но в период размножения издает совинообразное уханье.
Этого голубя можно довольно легко увидеть в лесах национального парка Хортон-Плейнс.

## В культуре
В Шри-Ланке он известен как Manila Goya — මානිලගොයා (на сингальском языке). Этот голубь также изображен на почтовой марке Шри-Ланки номиналом 25 центов.